# Брунгильда (королева франков)
Брунгильда (около 543, Вестготское королевство — 613, Ренев, Бургундия) — супруга Сигиберта I (с 566 года), короля Австразии (с 561 года), дочь вестготского короля Атанагильда и Гоисвинты. Имя Брунгильда переводится с древневерхненемецкого как «Закованная в броню воительница».

## Биография

### Королева франков

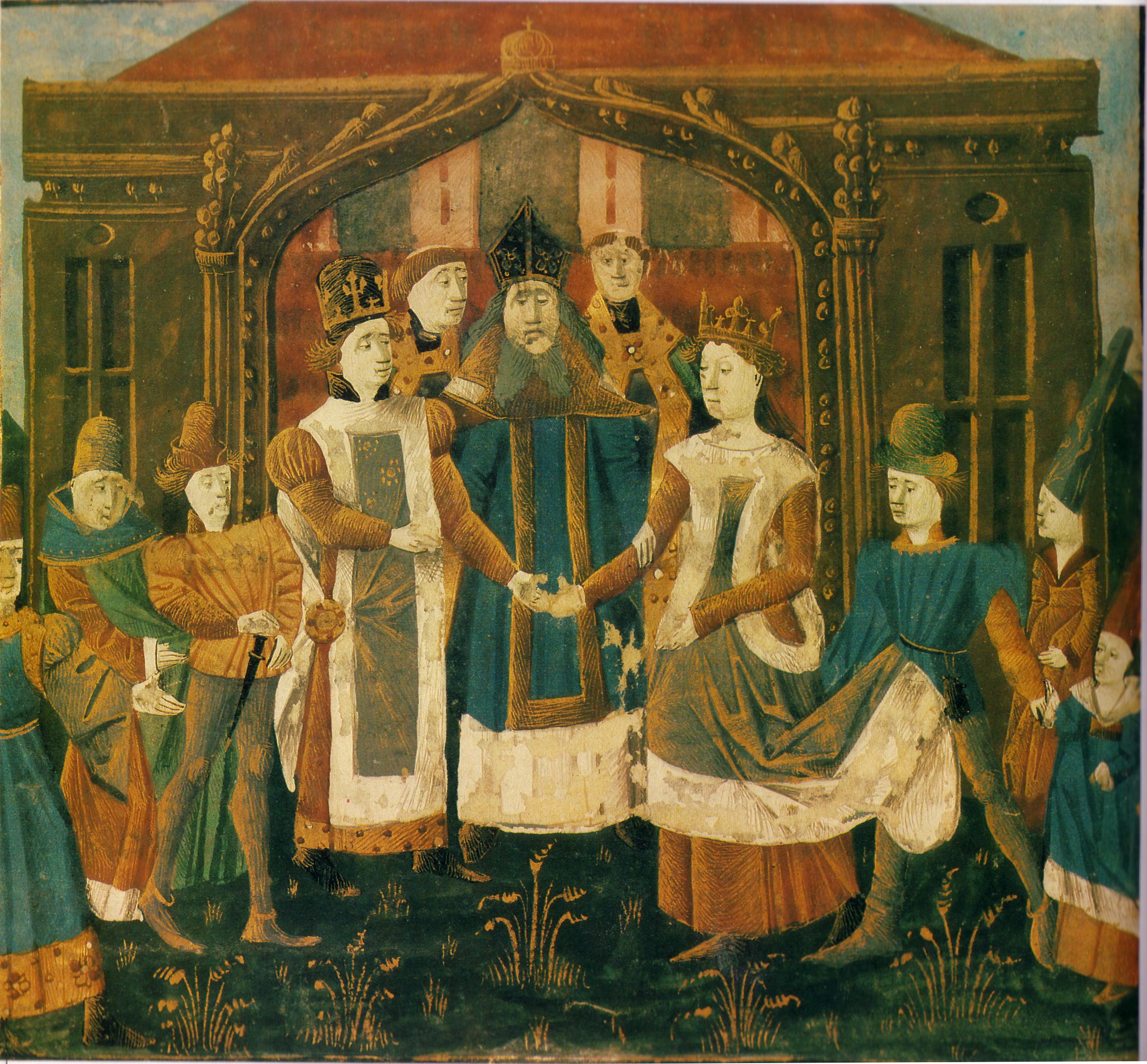
Свадьба Сигиберта и Брунгильды.
Миниатюра из Больших французских хроник

В своих властолюбивых стремлениях ослабить могущество австразийских вельмож обнаружила большую смелость и ум, вместе с жестокостью.
Из мести за убийство своей сестры Галесвинты, второй жены брата Сигиберта, короля Нейстрии Хильперика I, его следующей супругой Фредегондой, Брунгильда уговорила своего мужа начать войну против Хильперика; война кончилась неудачно: Сигиберт был убит в 575 году, а Брунгильда — взята в плен, но Хильперик вскоре её отпустил.
Вернувшись в Австразию, она управляла за своего малолетнего сына Хильдеберта. Гунтрамн, король бургундский, после убийства в 584 году своего брата Хильперика помогал племяннику и Фредегонде, которая, после смерти Хильдеберта, в 596 году победоносно воевала против Брунгильды, но вскоре умерла. В 597 году Брунгильда, изгнанная австразийскими вельможами, искала убежища у своего младшего внука Теодориха II, получившего при разделе наследства Бургундию, и уговорила его к войне против его брата Теодеберта Австразийского; последний был разбит и умерщвлён вместе со своим сыном в 612 году. Теодорих затем объявил войну Хлотарю II, королю Нейстрии, сыну Хильперика, но вскоре умер.
Осенью 613 года Брунгильда, которой было уже 70 лет, хотела снова управлять государством — за малолетством старшего из четырёх сыновей Теодориха, но австразийцы, утомлённые междоусобными войнами, провозгласили Хлотаря королём всего Франкского государства, схватили Брунгильду и, обвинив её в убийстве десяти членов королевского дома, после трёхдневных истязаний, на виду у всего войска привязали к хвосту дикой лошади, которая и волочила её до смерти.

### Семья
С 566 года — Сигиберт I. Дети от этого брака:
1. Ингунда (567/568 — 585/586) — в 579 года выдана замуж за старшего сына вестготского короля Леовигильда Герменегильда
2. Хлодосвинта (575/576 — после 594) — c 594 года замужем за королём вестготов Реккаредом I.
3. Хильдеберт II (570 — март 596) — король Австразии c 575 года. Его сыновья (внуки Брунгильды).
  1. Теодеберт II (586—612) — король Австразии
  2. Теодорих II(587—613) — король Бургундии
    1. Сигиберт II — правнук Брунгильды, казнен вместе с ней.

Средневековые хронисты считали детьми короля Сигиберта и Брунгильды также Бальдерика, Бову и Анхиза (они упоминаются в «Истории Реймсской церкви» Рихера), но современные историки не поддерживают такой идентификации. Однако в ряде современных книг, особенно церковной тематики, их продолжают называть королевскими детьми.

## Брунгильда
Брунгильду Австразийскую иногда рассматривают как прототип Брюнхильды, супруги Гунтера, короля Бургундии, упоминаемую в немецких героических сагах, а также её соперницы Кримгильды, жены героя Зигфрида. В северных мифах Брунгильда является валькирией Брингильдой.